# Labeo nasus
Labeo nasus es una especie de peces de la familia de los Cyprinidae, del orden de los Cypriniformes.

## Morfología
Los machos pueden llegar alcanzar los  19 cm de longitud total.

## Hábitat
Es un pez de agua dulce.

## Distribución geográfica
Se encuentra en la cuenca del río Congo (África).